# Центральний многовид
Центральний многовид особливої точки автономного звичайного диференціального рівняння — інваріантний многовид у фазовому просторі, що проходить через особливу точку і дотикається до інваріантного центрального підпростору лінеаризації диференціального рівняння. Важливий об'єкт вивчення теорії диференціальних рівнянь та динамічних систем. У певному сенсі, вся нетривіальна динаміка системи на околі особливої точки зосереджена на центральному многовиді.

## Формальне визначення
Розглянемо автономне диференціальне рівняння з особливою точкою 0:
{\displaystyle {\dot {x}}=Ax+f(x),\quad (*)}
де {\displaystyle x\in \mathbb {R} ^{n}}, {\displaystyle A} — лінійний оператор, {\displaystyle f(x)} — гладка функція класу {\displaystyle C^{k+1}}, причому {\displaystyle f(0)=0} і {\displaystyle Df(0)=0}. Іншими словами, {\displaystyle Ax} — лінеаризація векторного поля в особливій точці 0.
| підпростір            | назва                | спектр A                                      |
| --------------------- | -------------------- | --------------------------------------------- |
| {\displaystyle T^{s}} | стійкий (stable)     | {\displaystyle \operatorname {Re} \lambda <0} |
| {\displaystyle T^{u}} | нестійкий (unstable) | {\displaystyle \operatorname {Re} \lambda >0} |
| {\displaystyle T^{c}} | центральний (center) | {\displaystyle \operatorname {Re} \lambda =0} |

Згідно з класичними результатами лінійної алгебри, лінійний простір розкладається в пряму суму трьох {\displaystyle A}-інваріантних підпросторів {\displaystyle \mathbb {R} ^{n}=T^{s}\oplus T^{u}\oplus T^{c}}, де {\displaystyle T^{s},T^{u},T^{c}} визначаються знаком дійсної частини відповідних власних значень (див. табл.).

Ці підпростори є інваріантними многовидами лінеаризованої системи {\displaystyle {\dot {x}}=Ax}, розв'язком якої є матрична експонента {\displaystyle x(t)=e^{At}x_{0}}. Виявляється, динаміка системи на околі особливої точки за своїми властивостями близька до динаміки лінеаризованої системи. Точніше, справедлива така теорема про центральний многовид:
| Припустимо, що права частина диференціального рівняння (*) належить до класу {\displaystyle C^{k}}, {\displaystyle 2\leq k<\infty }. Тоді в околі особливої точки існують многовиди {\displaystyle W^{s},W^{u}} і {\displaystyle W^{c}} класів {\displaystyle C^{k},C^{k}} і {\displaystyle C^{k-1}} відповідно, інваріантні відносно фазового потоку диференціального рівняння. Вони дотикаються в початку координат підпросторів {\displaystyle T^{s},T^{u}} та {\displaystyle T^{c}} і називаються стійким, нестійким і центральним многовидами відповідно. |

У разі коли права частина рівняння (*) належить до класу {\displaystyle C^{\infty }}, многовиди {\displaystyle W^{s}} і {\displaystyle W^{u}} також належать до класу {\displaystyle C^{\infty }}, але центральний многовид {\displaystyle W^{c}}, загалом, може бути лише скінченно-гладким. При цьому для будь-якого як завгодно великого числа {\displaystyle k} многовид {\displaystyle W^{c}} належить до класу {\displaystyle C^{k}} в деякому околі {\displaystyle U_{k}}, що стягується до особливої точки при {\displaystyle k\to \infty }, так що перетин усіх околів {\displaystyle U_{k}} складається лише з особливої точки.
Стійкий та нестійкий інваріантні многовиди називають також гіперболічними, їх визначають єдиним способом; водночас локальний центральний многовид визначають не єдиним способом. Очевидно, якщо система (*) лінійна, то інваріантні многовиди збігаються з відповідними інваріантними підпросторами оператора {\displaystyle A}.

### Приклад: сідловузол

Фазовий портрет сідловузлової особливої точки. Червоним виділено один із можливих локальних центральних многовидів

Невироджені особливі точки на поверхні не мають центрального многовиду. Розглянемо найпростіший приклад виродженої особливої точки: сідловузол вигляду
{\displaystyle {\begin{cases}{\dot {x}}=x^{2}\\{\dot {y}}=y\end{cases}}}
Його нестійкий многовид збігається з віссю Oy і складається з двох вертикальних сепаратрис {\displaystyle \{x=0,y>0\}} і {\displaystyle \{x=0,y<0\}} та особливої точки. Інші фазові криві задаються рівнянням
{\displaystyle y(x)=y_{0}\exp \left({\frac {1}{x_{0}}}-{\frac {1}{x}}\right)},
де {\displaystyle y(x_{0})=y_{0}}.
Легкко бачити, що в лівій півплощині єдина фазова крива, що прямує до особливої точки, збігається з променем осі Ox {\displaystyle \{x<0,y=0\}}. Разом з тим, у правій півплощині існує нескінченно багато (континуум) фазових кривих, які прямують до нуля — це графіки функції {\displaystyle y(x)} для будь-якого {\displaystyle x_{0}>0} та будь-якого {\displaystyle y_{0}}. Оскільки функція {\displaystyle y(x)} плоска в нулі, можна скласти гладкий інваріантний многовид із променя {\displaystyle \{x<0,y=0\}}, точки {\displaystyle (0,0)} та будь-якої траєкторії у правій півплощині. Будь-який із них локально буде центральним многовидом точки {\displaystyle (0,0)}.

## Глобальні центральні многовиди
Якщо розглядати рівняння (*) не в деякому околі особливої точки 0, а у всьому фазовому просторі {\displaystyle \mathbb {R} ^{n}}, можна дати визначення глобального центрального многовиду. Неформально кажучи, його можна визначити як інваріантний многовид, траєкторії на якому не прямують до нескінченності (у прямому або зворотному часі) уздовж гіперболічних напрямків. Зокрема, глобальний центральний многовид містить усі обмежені траєкторії (отже, і всі граничні цикли, особливі точки, сепаратрисні в'язки тощо).
Розглянемо проекції {\displaystyle \pi _{s},\ \pi _{u},\pi _{c}} простору {\displaystyle \mathbb {R} ^{n}} на відповідні інваріантні підпростори оператора {\displaystyle A}. Визначимо також підпростір {\displaystyle T^{h}=T^{u}\oplus T^{s}} та проєкцію {\displaystyle \pi _{h}} на нього. Центральним многовидом {\displaystyle W^{c}} називають множину таких точок {\displaystyle x} фазового простору, що проєкція траєкторій, які починаються з {\displaystyle x}, на гіперболічний підпростір, обмежена. Іншими словами
{\displaystyle W^{c}:=\left\{x\in \mathbb {R} ^{n}:\sup _{t\in \mathbb {R} }|\pi _{h}({\tilde {x}}(t,x))|<\infty \right\}},
де {\displaystyle {\tilde {x}}(t,x)} — такий розв'язок рівняння (*), що {\displaystyle {\tilde {x}}(0,x)=x}.
Для існування глобального центрального многовиду на функцію {\displaystyle f(x)} необхідно накласти додаткові умови: обмеженість та ліпшицевість із досить малою сталою Липшиця. У цьому випадку глобальний центральний многовид існує, сам є ліпшицевим підмноговидом {\displaystyle \mathbb {R} ^{n}} та визначений єдиним способом. Якщо вимагати від {\displaystyle f(x)} гладкості порядку {\displaystyle k} і малості похідної, то глобальний центральний многовид матиме гладкість порядку {\displaystyle k} та дотикатиметься до центрального інваріантного підпростору {\displaystyle T^{c}} в особливій точці 0. Із цього випливає, що якщо розглядати обмеження глобального центрального многовиду на малий окіл особливої точки, він буде локальним центральним многовидом — це один зі способів доведення його існування. Навіть якщо система (*) не задовольняє умовам існування глобального центрального многовиду, її можна модифікувати поза якимсь околом нуля (домноживши на відповідну гладку зрізальну функцію типу «шапочка»), так, щоб ці умови стали виконуватися, і розглянути обмеження наявного у модифікованої системи глобального центрального многовиду. Виявляється, можна сформулювати і обернене твердження: можна глобалізувати локально задану систему і продовжити локальний центральний многовид до глобального. Точніше це твердження формулюють так:
| Нехай {\displaystyle f\in C^{k}(\mathbb {R} ^{n})}, {\displaystyle k\geq 1}, {\displaystyle f(0)=0}, {\displaystyle Df(0)=0} і {\displaystyle W^{c}} — локальний центральний многовид (*). Знайдеться такий малий окіл нуля {\displaystyle \Omega } і така обмежена на всьому просторі функція {\displaystyle {\tilde {f}}(x)}, що збігається з {\displaystyle f(x)} в {\displaystyle \Omega }, що рівняння (*) для функції {\displaystyle {\tilde {f}}} має гладкий глобальний центральний многовид, який збігається в області {\displaystyle \Omega } з {\displaystyle W^{c}}. |

Слід зазначити, що перехід від локальних задач до глобальних і навпаки часто використовують при доведенні тверджень, пов'язаних із центральними многовидами.

## Принцип зведення
Як зазначено вище, нетривіальна динаміка поблизу особливої точки «зосереджена» на центральному многовиді. Якщо особлива точка гіперболічна (тобто лінеаризація не містить власних значень із нульовою дійсною частиною), то центрального многовиду вона не має. В цьому випадку, згідно з теоремою Гробмана — Гартмана, векторне поле орбітально-топологічно еквівалентне своїй лінеаризації, тобто з топологічної точки зору динаміка нелінійної системи повністю визначається лінеаризацією. У разі особливої негіперболічної точки топологія фазового потоку визначається лінійною частиною і обмеженням потоку на центральний многовид. Це твердження, зване принципом зведення Шошитайшвілі, формулюють так:
| Припустимо, що права частина векторного поля (*) належить до класу {\displaystyle C^{2}}. Тоді в околі негіперболічної особливої точки воно орбітально-топологічно еквівалентне добутку стандартного сідла й обмеження поля на центральний многовид: {\displaystyle {\begin{cases}{\dot {x}}=w(x)\\{\dot {y}}=-y\\{\dot {z}}=z,\end{cases}}\quad x\in W^{c},\ y\in T^{s},\ z\in T^{u}} А. Н. Шошитайшвілі, 1975 |